# Заэльбье
Заэльбье, также Ост-Эльбия (нем. Ostelbien) — неофициальное обозначение земель германского рейха, расположенных к востоку от реки Эльбы.

## История

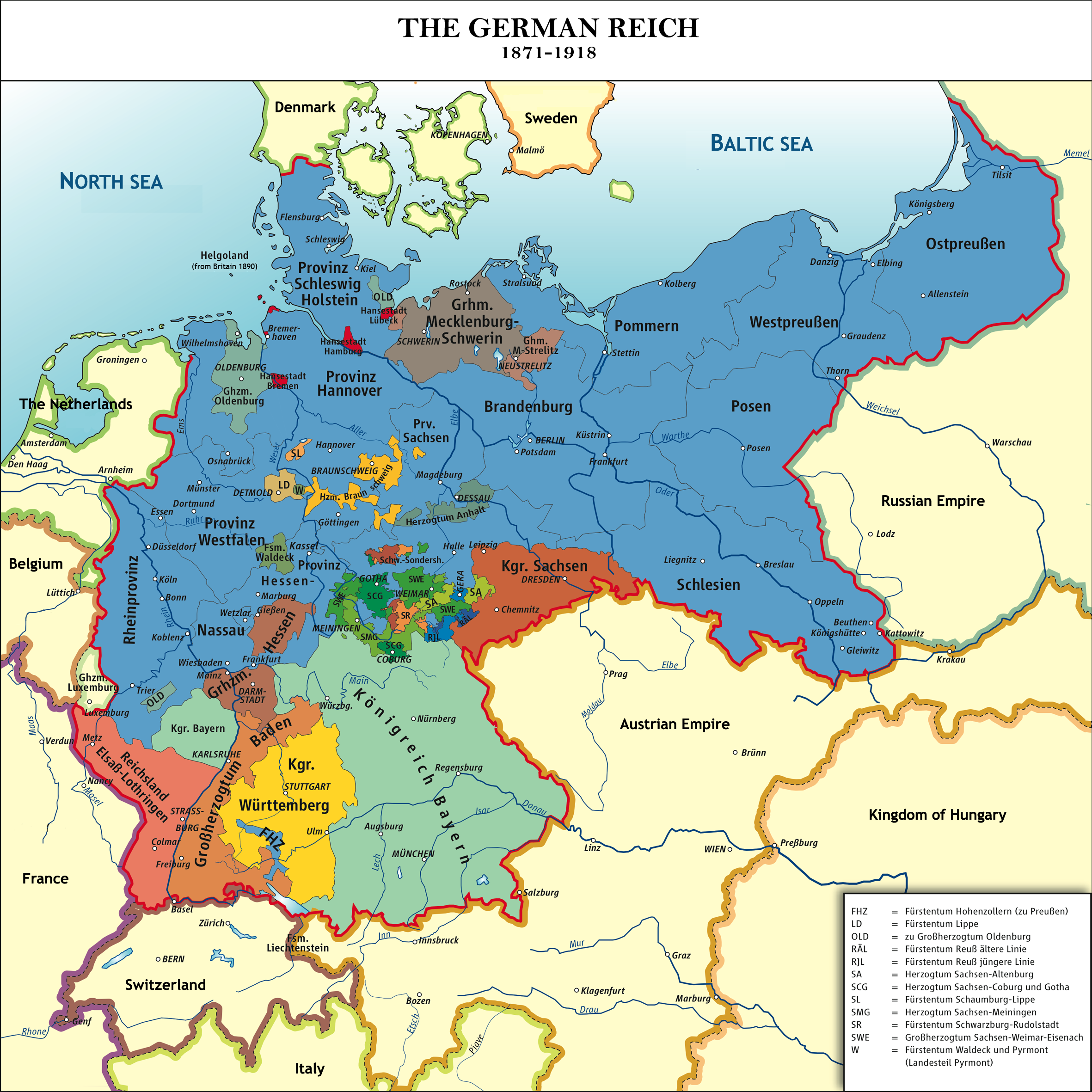
Германская империя, 1871—1918

Название «Ostelbien» как собирательный термин для территорий к востоку от Эльбы используется со времён Карла Великого, восточная граница государства которого проходила по Эльбе. Этот термин в историографии чаще всего используется не для именования конкретной исторической области, а для идентификации регионов Германии, политически и социально-экономически отличных от Старой Германии.
В регионе включали прусские провинции Бранденбург, восточные части Саксонии (Йерихов и Альтмарк) и Королевства Саксония (Верхняя Лужица), Померания, Силезия, Восточная Пруссия, Западная Пруссия и Познань (с 1922 — Позен-Западная Пруссия), а также территории герцогств Мекленбург-Шверин и Мекленбург-Стрелиц. Эти земли характеризовались аграрной направленностью экономики, помещичьим землевладением (манориализм), а также преимущественно протестантским и консервативным в политике населением.
Землевладельцы в старых провинциях Пруссии (то есть к востоку от Эльбы), называемые словом Ostelbier или Junker , играли определяющую роль в повседневной внутренней жизни региона. Они также доминировали в политической сфере, выступая в роли правящей элиты Пруссии, и в значительной мере взяв в свои руки руководство общегерманской политикой. В Ост-Эльбии земли помещиков составляли 47 % всей обрабатываемой площади (в Померании 62 %). Из более чем 10 000 сельскохозяйственных имений (на территориях которых существовало крепостничество и судебная юрисдикция помещиков), значительная их часть сосредоточилась на землях к востоку от Эльбы. Термин «остэльбский юнкер» в политической жизни постепенно стал использоваться в социально-экономической лексике в более широком смысле, обозначая не только социальный класс дворян-землевладельцев, а германских реакционеров в целом.
Согласно британскому писателю Джеймсу Хоусу, именно протестантская Ост-Эльбия дала Гитлеру на выборах 1933 около 60 % голосов, соответственно самой гитлеровской коалиции — большинство в рейхстаге (51,9 %), чем обеспечила приход национал-социалистов к власти.